# Daan Roosegaarde
Daan Roosegaarde (Nieuwkoop, 24 juli 1979) is een Nederlandse kunstenaar en de oprichter van Studio Roosegaarde, dat projecten ontwikkelt die technologie en kunst samenbrengen in stedelijke omgevingen. 

## Biografie
Roosegaarde studeerde cum laude. af aan de Academie voor Kunst en Industrie AKI Enschede waarna hij een opleiding volgde aan het voormalige Berlage Instituut in Rotterdam (momenteel onderdeel van de TU Delft).
Roosegaarde staat sinds 2007 aan het hoofd van Studio Roosegaarde, een ontwerpstudio met een vestiging in Rotterdam en een pop-up studio eerst in Shanghai en daarna in Dubai.
Hij geeft regelmatig lezingen over design, onder meer tijdens de Design Indaba Conference in Kaapstad, TEDxBinnenhof, TEDxEutropolis, World Economic Forum in Davos, en is gast bij talkshows en televisieprogramma’s zoals De Wereld Draait Door, BEAU en Humberto en werd ook uitgenodigd als gast bij de interviewserie Zomergasten in 2013. Op 12 februari 2016 trad Roosegaarde op in het tv-programma College Tour.

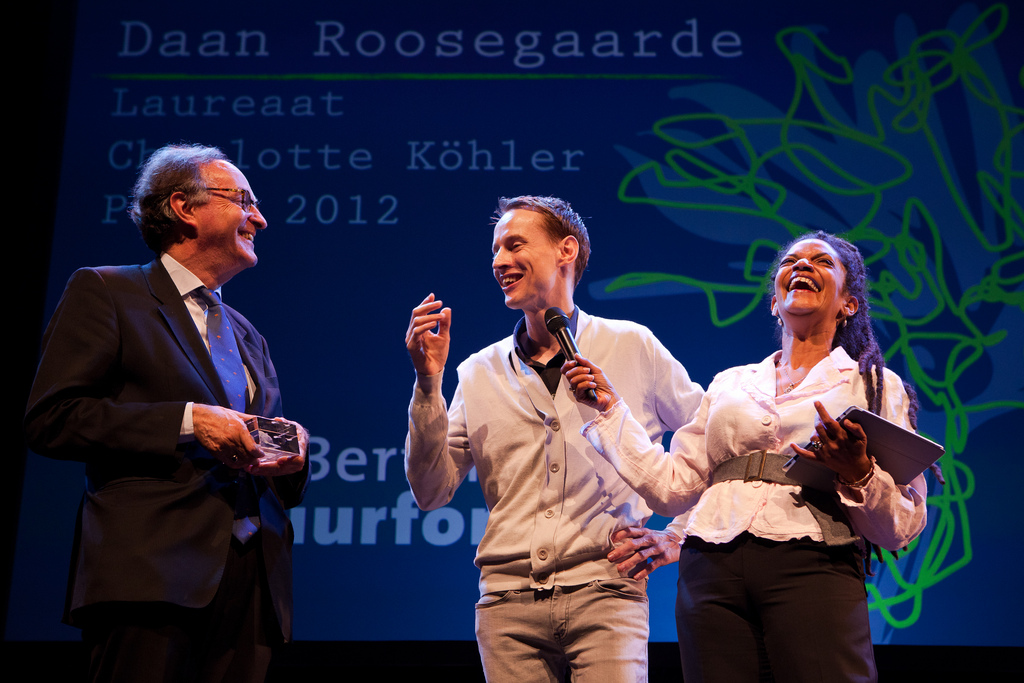
Alexander Rinnooy Kan (links), Daan Roosegaarde en Aldith Hunkar (rechts) in 2012

Roosegaarde was rond 2014 betrokken bij New Dutch Digital Design, een kunstenaarscollectief dat de grenzen tussen de mens en cyberspace aftast.

## Projecten
Het werk van Studio Roosegaarde varieert van ontwerp installaties die zich richten op duurzame oplossingen voor de toekomst tot op aanraking reagerende interactieve kunstinstallaties. Het werk van de studio verkent het concept van schoonheid, wat zowel “mooi” als “schoon” betekent, in verwijzing naar lucht, water en energiebronnen.
Van 2015 tot 2017 creëerde Roosegaarde's studio twee environmental art projecten, Smog Free Project gebruikte kunst om milieuvervuiling tegen te gaan en Icoon Afsluitdijk Project bracht kunst op een bestaande dijk.

## Kritiek
Op 12 februari 2016 trad Roosegaarde op in het tv-programma College Tour en werd hij geïnterviewd door Twan Huys. Tijdens dat optreden werden drie filmpjes vertoond waarin Tracy Metz, Filemon Wesselink en Bob Ursem (hoogleraar TU Delft) kritiek op zijn werk gaven. Ursem stelde dat Roosegaarde goede sier zou maken met uitvindingen van anderen. Volgens hoogleraar Jan Marijnissen zijn zowel bioloog Ursem als Roosegaarde opportunisten.
In de loop der jaren is over een aantal werken van Roosegaarde discussie ontstaan over gebrek aan authenticiteit. Liquid Landscape, een hoes gevuld met vloeistof, bedekt met aarde waar gras op groeit, zou een exacte kopie zijn van werk van het werk Floating Field van de Nederlandse kunstenaar Zoro Feigl. Feigl werd zelf gebeld over de gelijkenis door Roosegaarde. Ook zou Roosegaarde een werk van Ger van Elk gekopieerd hebben. Het idee voor het project Seeing stars (2022) zou ontleend zijn aan de Nacht van de Nacht, die sinds 2006 in Nederland wordt gehouden.

## Lijst van werken

#### Smog Free Project (2015)

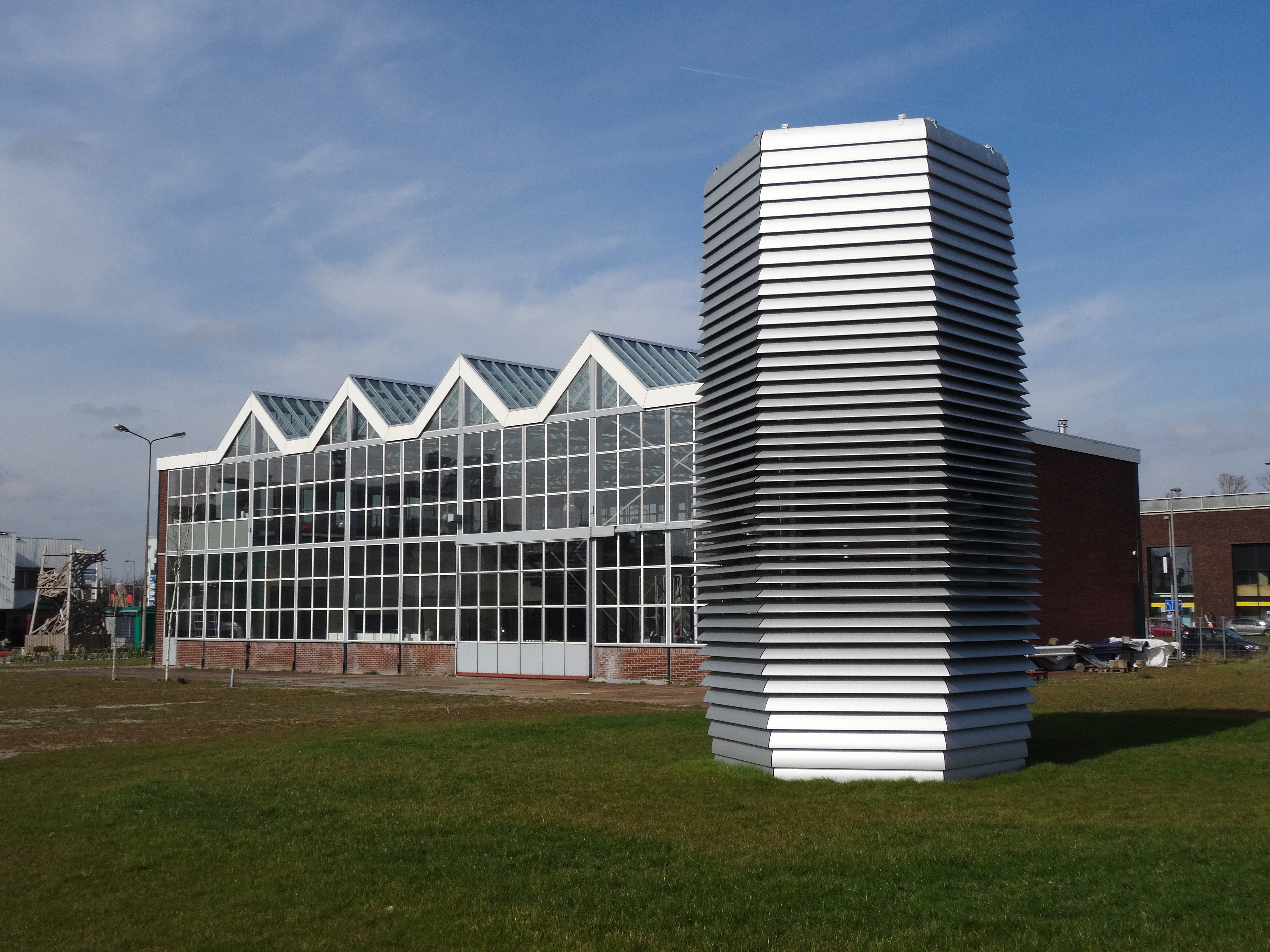
Smog free tower voor Studio Roosegaarde in Rotterdam

- In Rotterdam stond vanaf september 2015 enige tijd de Smog Free Tower, een zeven meter hoge toren die smog uit de lucht filtert als een soort smogstofzuiger'.[19] Deze toren werd ontwikkeld in samenwerking met Bob Ursem van de TU Delft, die de techniek, waaraan ook Jan Marijnissen gewerkt heeft, patenteerde.[12]Ook ENS Technology uit Cuijk was bij het project betrokken.[20]

- Smog Free Bicycle: monteert filters op fietsen om luchtverontreinigingen op te vangen terwijl elke fiets rijdt.[21] Het ontwerp van het prototype is geïnspireerd op de manta rog, die water filtert voor voedsel.[22]
- Smog Free Rings: ontworpen als een tastbaar aandenken aan schone lucht.[23]

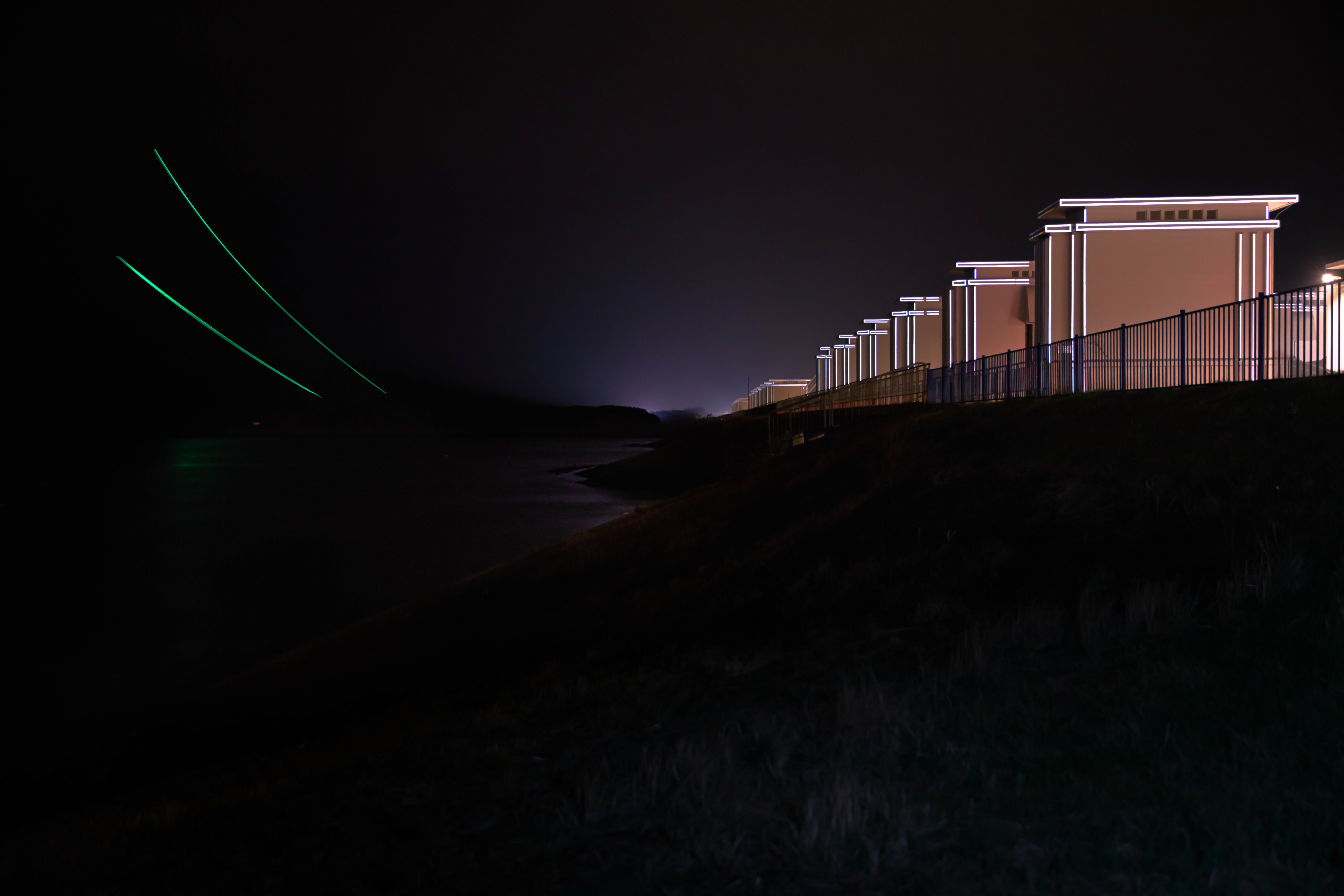
Icoon Afsluitdijk

#### Icoon Afsluitdijk (2017)
Roosegaarde is in 2015 door minister Schultz van Haegen van het ministerie van Verkeer en Waterstaat gevraagd om voor de Afsluitdijk een iconisch ontwerp te maken dat gelijktijdig werd uitgevoerd met de renovatie en versterking van de 32 kilometer lange Afsluitdijk, gebouwd in 1932. In mei 2016 kwam in het nieuws dat dit icoon 13 miljoen euro zou gaan kosten. Deze kosten komen voor rekening van de ministeries van Infrastructuur en Milieu (8 miljoen euro) en OCW (2 miljoen euro). Ook de provincies Friesland en Noord-Holland delen mee in de kosten (3 miljoen euro).
- Gates of Light: installatie op de sluizen van de dijk, maakt gebruik van prisma's die het licht van de koplampen van voertuigen reflecteren waardoor de kenmerkende contouren van de gebouwen oplichten.[28]
- Windvogel: vliegers met speciaal ontworpen lichtgevende lijnen die potentieel tot 100 kW kunnen opwekken[28]
- Glowing Nature: Bevat levende lichtgevende algen; eencellige organismen die licht uitstralen onder druk van voetstappen.

#### DreamScape-serie
Vier "DreamScapes" die kunst en landschap combineren, zijn Urban Sun, GROW, Seeing Stars en SPARK.
- Urban Sun (2019-2021): Urban Sun gebruikt ver-ultraviolet licht om 99,9% van de in de lucht verspreide COVID- en andere virussen te verwijderen. Dit project maakt gebruik van onderzoek van Columbia University en Hiroshima University, [30] en voldoet tegelijkertijd aan internationale veiligheidsnormen.[31]
- GROW (2021): Grow is een installatie van glasvezel-LED-groeilampen in een veld, omschreven als "licht poëtische" kunstproject.[32] De lichtinstallatie bestaat uit blauwe, rode en ultraviolet (UV) lichtgolven, die over een veld van 20.000 vierkante meter vol prei "dansen", met de bewering dat het de plantengroei bevordert en het gebruik van pesticiden tot 50% en met behulp van zonne-energie.[33][34]
- Seeing Stars (2021): In samenwerking met Unesco Nederland en de stad Franeker was dit project een gecoördineerde black-out van één nacht van de stad, bedoeld om een gevoel van gedeelde community met de lucht te versterken.[35][36]
- SPARK (2022): Een duurzaam alternatief voor vuurwerk voor het eerst gedemonstreerd in Bilbao, SPARK gebruikt biologisch afbreekbare bubbels en lichten die bewegen als een wolk van 50 x 30 x 50 meter.[37]

#### Liquid Space (2006)
Een installatie die reageert op de aanwezigheid van bezoekers met behulp van sensoren, software en mechanismen om het uiterlijk van de ruimte te veranderen door middel van lichteffecten.

#### FLOW (2007)
Een 10-meter brede gang van ventilatoren die worden aangestuurd door sensoren, die reageren op het geluid en de beweging van bezoekers die voorbij gaan. Toen te zien in Ljubljana, Slovenië.

#### DUNE (2007)
DUNE is een interactief korenveldlandschap dat uit honderden led-lampen bestaat die reageren op aanraken en geluid die gebruikmaakt van glasvezelverlichting die van kleur en intensiteit verandert, al naargelang de geluiden van voorbijgangers, terwijl ze minder dan 60 watt aan stroom verbruiken. De installatie stond onder meer in Tate Modern in Londen, in het Stedelijk Museum Amsterdam, in de Maastunnel voor voetgangers in Rotterdam, in Tokio en Hongkong.

#### Space Waste Lab (2008)
Een doorlopend conceptueel project om het bewustzijn van ruimteafval van gebruikte satellieten en raketten te vergroten, met behulp van lichtstralen. Van het gevangen afval worden kunstmatige meteoren gemaakt.

#### Intimacy (2010)
Intimacy bestond uit kledingstukken van hightech materiaal die reageerden op door mensen of de omgeving veroorzaakte warmteschommelingen. Die schommelingen hadden invloed op de opaciteit (transparantie) van de kledingstukken. Zo zouden jurken transparant worden als het hart van de draagster sneller gaat slaan.

#### Lotus (2010-2021)

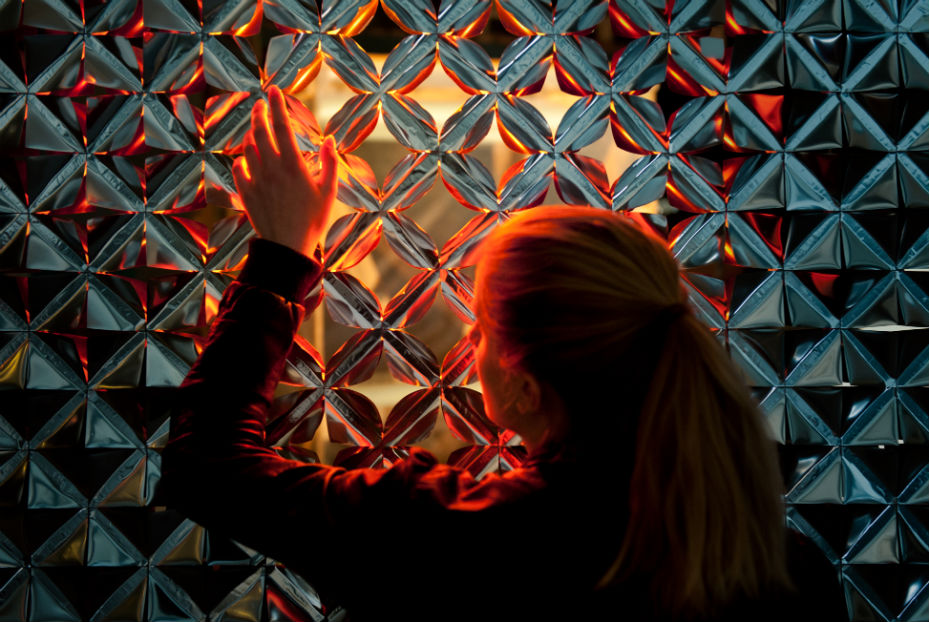
Lotus 7.0

Een serie kunstwerken met een verlicht oppervlak dat opent en sluit als een lotus als reactie op de interacties van bezoekers met het oppervlak. LOTUS DOME tentoongesteld in de Sainte Marie Madeleine-kerk in Lille, Frankrijk, LOTUS OCULUS werd tentoongesteld tijdens de Salone del Mobile 2021 in Milaan, en LOTUS Maffei, permanent tentoongesteld in het Palazzo Maffei-museum in Verona, Italië.

#### Smart Highway (2014)
Een verlichtingsproject, in samenwerking met de infrastructuurgroep Heijmans om licht te gebruiken, waarbij opgeslagen zonne-energie wordt gebruikt om snelwegafbakeningen te verlichten met gloeiende lijnen.

#### Van Gogh fietspad (2014)

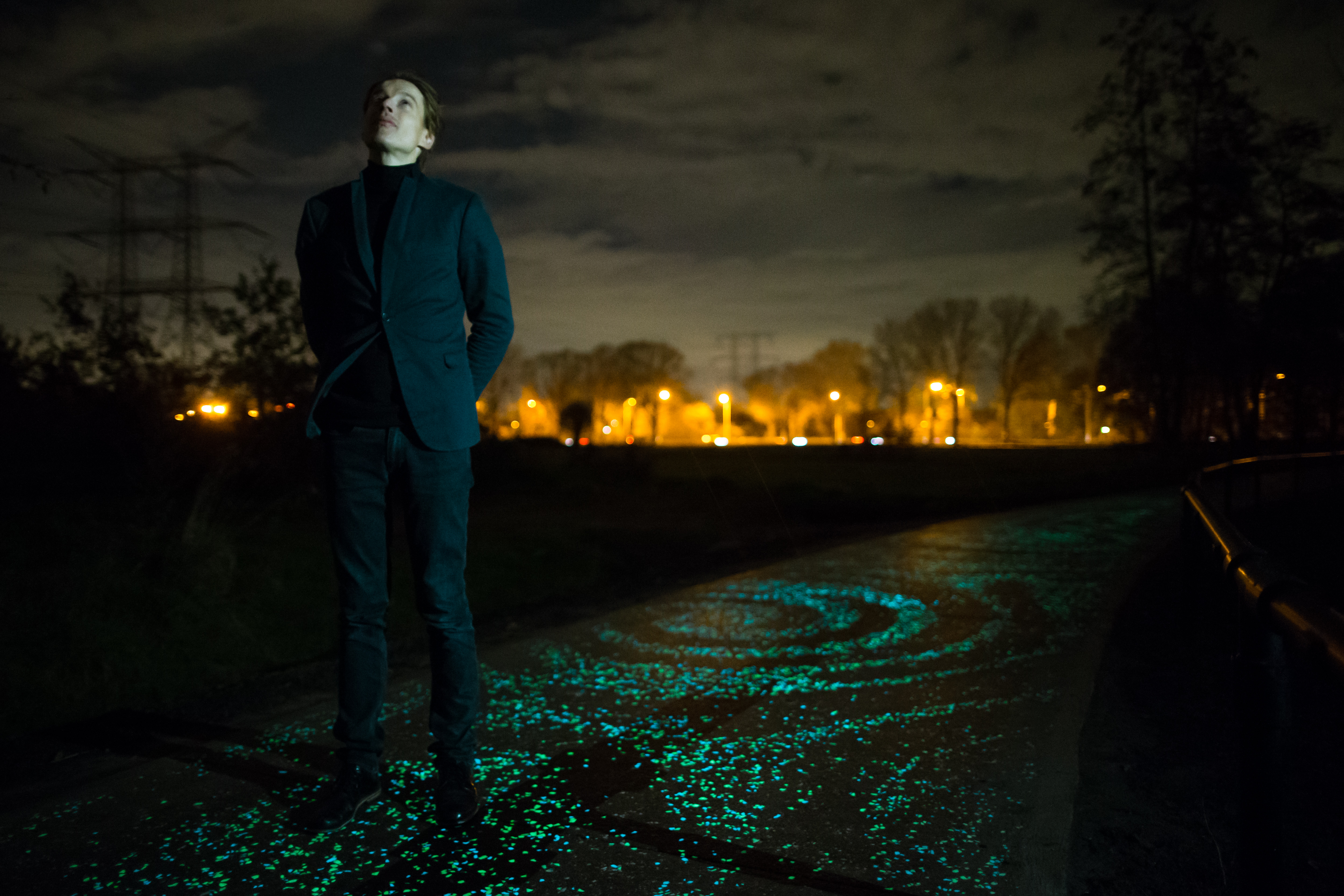
Van Gogh Cycle Path

Een 600 meter lang fietspad tussen Nuenen en Eindhoven, in een gebied dat door Van Gogh in zijn werk is vastgelegd. Het fietspad is geïnspireerd op het wereldberoemde werk De sterrennacht van Vincent van Gogh en wordt verlicht door duizenden fonkelende steentjes. Roosegaarde: "Ik wil een plek creëren die mensen als bijzonder ervaren, techniek gekoppeld aan beleving, dat is waar techno-poëzie voor mij voor staat".

#### Beyond (2016)

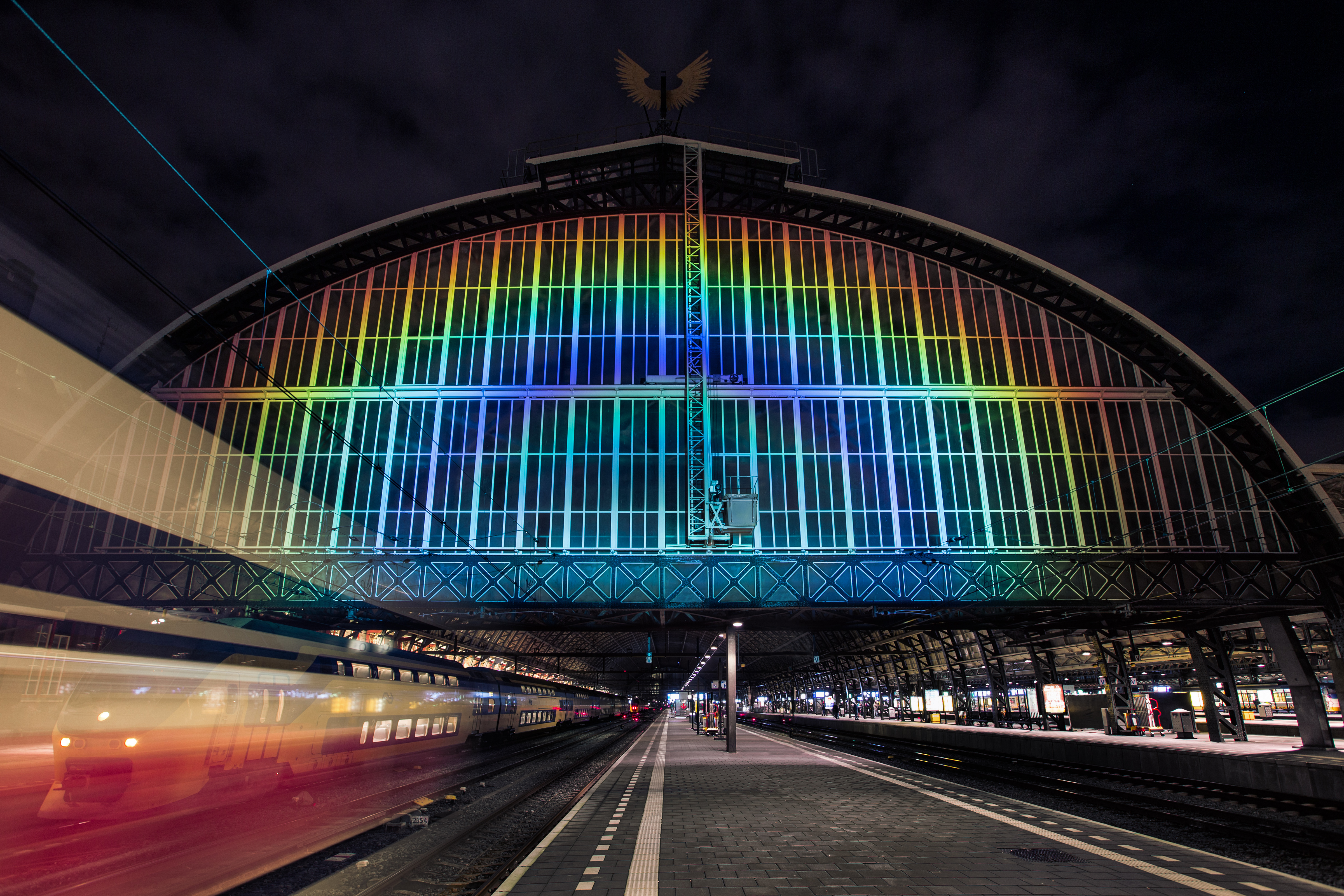
Rainbow Station

Door een aanpassing in Vertrekhal 3 ontstond een lange lege wand van 100 meter lang. In opdracht van Schiphol en geïnspireerd door de oude 17e-eeuwse meesters van de schilderkunst zoals Ruysdael, heeft Studio Roosegaarde een lenticulaire afdruk van wolkenbeelden van 121 meter lang en van achteren verlicht door LED-lampen. Hierdoor ontstaat een visuele ‘augmented reality’-ruimte. Hoewel de wand slechts 10 centimeter dik is, ervaart de kijker meters ruimte.

#### Rainbow Station (2016)
Een verlichtingsproject, in samenwerking met de Universiteit Leiden, dat het 125 jaar oude Amsterdam Centraal Station verlicht. De regenboog was iedere avond na zonsondergang enkele minuten te zien was op de oostelijke glazen gevel van station Amsterdam Centraal.

#### Waterlicht (2016-2021)
'Waterlicht' was een project op de Afsluitdijk waarbij met onder meer rookmachines en laserstralen een blauwe lichtnevel werd gecreëerd die liet zien tot waar het water zou reiken zonder de bouw van de Afsluitdijk. Het project was bedoeld om aandacht te vragen over stijgende zeespiegels en de noodzaak om zich aan te passen aan de veranderende omgeving. In november 2021 was de 'Waterlicht'-installatie voor het eerst in Duitsland te zien in het het Peter Behrens-gebouw van LVR Industriemuseum in Oberhausen. Het werd getoond in het kader van het Futur 21 mediafestival van de Landschaftsverbände in Nordrijn-Westfalen,  dat digitale kunstwerken, lichtinstallaties en interactieve spellen in de industriemusea van Noordrijn-Westfalen liet zien.. Het project was later nog te zien in Londen, Toronto, Parijs, Rotterdam, Dubai en New York.

#### Precense (2017)
Een immersive installatie van 800 vierkante in het Groninger Museum die verborgen lichten gebruikt om een reeks ruimtes te verlichten, met effecten dat zowel primitieve als futuristische sensaties oproept.
Sync (2019)
Een immersive kunstinstallatie waarin bezoekers ringen van blauw licht creëren door te lopen op een flexibele membraanvloer.

#### Levenslicht (2020)
Ter gelegenheid van de bevrijding van concentratie- en vernietigingskamp Auschwitz, 75 jaar geleden op 27 januari 2020 ontwierp Roosegaarde een tijdelijk lichtmonument met de titel Levenslicht. Het monument, in totaal bestaande uit 104.000 lichtgevende herdenkingsstenen,die de Nederlandse slachtoffers van de Holocaust vertegenwoordigen, werd onthuld in 170 gemeenten waar de vervolging van Joden, Roma en Sinti heeft plaatsgevonden. Op 16 januari werd het gehele monument met een diameter van 20 meter eenmalig gepresenteerd aan de Maas in Rotterdam. Daarna werden de stenen verdeeld over de deelnemende gemeenten met een Holocaustverleden.
Touch (2021)
Een installatie ontwikkeld voor de collectie van het Draiflessen Museum in Mettingen, Duitsland. Wanneer twee bezoekers de handen ineen slaan worden er duizenden sterrenlichtjes genereert.

### Permanente werken in de publieke ruimte
Deze werken zijn doorlopend te zien in Nederland;
- 22 Beds, Enschede (2002)[60]
- Spiral, Velp (2003)[61]
- Lunar, Breda (2011)
- Marbles, Almere (2012)[62]
- Van Gogh Path, Eindhoven/Nuenen (2012)[49]
- Beyond, Schiphol Airport (2016)[51]
- Space, Eindhoven Centraal Station (2017)[63]

## Exposities
Studio Roosegaarde heeft geëxposeerd in het Rijksmuseum, Stedelijk Museum Amsterdam, Tate Modern, Tokyo National Museum, Victoria and Albert Museum, het Musee des Arts Decoratifs in Parijs, Google Zeitgeist en het Design Museum in Londen.

## Prijzen
- 2009 en 2012 Dutch Design Award
- 2011 Design for Asia Award
- 2012 Charlotte Köhler Prijs voor beeldende kunst
- 2013 Deense Index Award voor zijn project Smart Highway
- 2013 World Technology Award (Arts)
- 2016 London Design Innovation Medal[66]
- 2018 Tweede plaats Kunstenaar van het Jaar[67]
- 2020 Winner [d]arc awards  Art – High: Grow, Netherlands by Studio Roosegaarde[68]
- 2021 Winner Global Future Design Awards[69]
- 2021 Finalist World Changing Ideas Awards, Urban Design finalists[70]